# Kofaktor
Kofaktor je nebeljakovinska spojina, ki je močno ali šibko vezana na protein in je potrebna za biološko aktivnost proteina; najpogosteje so ti proteini encimi. Neaktivni encim, brez kofaktorja, se imenuje apoencim, skupaj s kofaktorjem pa holoencim.
Kofaktor je lahko kovinski ion (npr. Zn2+, Mg2+ in Cu2+), lahko pa tudi organska ali kordinacijska spojina. Organski kofaktorji so velikokrat vitamini ali pa so derivati le-teh. Glede na moč vezave na encime se lahko kofaktorje razdeli v koencime, ki se vežejo šibko, ter prostetične skupine, ki se močno vežejo s kovalentnimi vezmi. Nekateri viri sicer omejujejo termin »kofaktor« na anorganske snovi.
Nekateri encimi ali encimski kompleksi potrebujejo za svoje delovanje več kofaktorjev. Primer tega je piruvat dehirogenaza, ki potrebuje za oksidacijo piruvata do acetilkoencima A več kofaktorjev; tiamin difosfat (ThDP), lipoamid, flavin adenin dinukleotid (FAD), magnezijev ion (Mg2+) ter kosubstrata nikotinamid adenin dinukleotid (NAD) in koencim A.

## Anorganski kofaktor
Anorganski kofaktorji so v večini primerov kovinski ioni. Pri človeku so najpogostejši ioni železa, mangana, kobalta, bakra, cinka, selena in molibdena. Čeprav pomanjkanje kroma povzroči okvarjeno glukozno toleranco, do zdaj ni bil odkriti še nobeden encim, ki bi potreboval kromov ion kot kofaktor. Tudi jod je pomemben mikroelement, vendar je pogosteje uporabljen kot del strukture tiroidnih hormonov kot pa kofaktor encimov. Naslednji poseben primer je kalcij, ki je potreben za aktivnost mnogih encimov, kot je adenilat kinaza, vendar se pogosto poveže skupaj s kalmodulinom za alosterično regulacijo encima. Tako je kalcij signalna molekula v celicah in se ga ne uvršča med kofaktorje encimov.
Primeri encimov, ki potrebujejo kovinski ion kot kofaktor:
| Kovina   | Primeri encimov                                            |
| -------- | ---------------------------------------------------------- |
| baker    | citokrom oksidaza                                          |
| železo   | katalaza, citokrom (preko hema), nitrogenaza, hidrogenaza  |
| magnezij | glukoza-6-fosfataza, heksokinaza                           |
| mangan   | arginaza                                                   |
| molibden | nitrat reduktaza                                           |
| nikelj   | ureaza                                                     |
| selen    | glutaion peroksidaza                                       |
| cink     | alkohol-dehidrogenaza, karbonska anhidraza, DNA polimeraza |

## Koencim
Koencim je majhna organska molekula s tipično maso manj kot 1.000 Da ali koordinacijska spojina, ki je na encim vezana s šibkimi interakcijami ali močnimi kovalentnimi vezmi.